# Liste der Pfarren im Dekanat Großwarasdorf
Das Dekanat Großwarasdorf, kroatisch Veliki Borištof, ist ein Dekanat der römisch-katholischen Diözese Eisenstadt. Es umfasst neun Pfarren und beherbergt die Kroatische Minderheit im Burgenland.

## Liste der Pfarren mit Kirchengebäuden, Kapellen, und Seelsorgestellen
- Pf. … Pfarre
- folgende Spalte sortiert Kroatisch
- Sitz … Gemeinde, Ortschaft
- Seit: gen. … erstgenannt, err. … errichtet, Matr. … Matriken seit
- Patr. … Patrozinium
- Spalte Bild: Sortierbar nach heutigem Erscheinungsbild der Pfarrkirche

Stand der Liste 6/2014
| Pf.                                    |  | Sitz                                       | Seit                                                                  | Patr.                                          | Kirchen, Seelsorgestellen | Bild |
| -------------------------------------- |  | ------------------------------------------ | --------------------------------------------------------------------- | ---------------------------------------------- | --- | ---- |
| Pfarre Frankenau / Frakanava           |  | Frankenau-Unterpullendorf, Frankenau       | um 1400 (err., Matr. 1682)                                            | Alle Heiligen (1. Nov.)                        | Pfarrkirche Frankenau Friedhofskapelle zur Maria von Fatima, Marienkapelle, Hubertuskapelle |      |
| Pfarre Großwarasdorf / Veliki Borištof |  | Großwarasdorf                              | vor 1383 (err., Matr. 1665)                                           | Hl. Demetrius (8. Okt.)                        | Pfarrkirche Großwarasdorf Zur Maria Lourdes, Zu Christi Himmelfahrt (Weingartenkapelle), Zum hl. Antonius (Gemeindekapelle), Zur Schmerzhaften Muttergottes (Friedhofskapelle) |      |
| Pfarre Kleinwarasdorf / Mali Borištof  |  | Großwarasdorf, Kleinwarasdorf              | 1939 (err., Ki. erb. 1505)                                            | Hl. Anna (26. Juli)                            | Pfarrkirche Kleinwarasdorf Zum hl. Florian, Zum hl. Donatus |      |
| Pfarre Kroatisch Geresdorf / Gerištof  |  | Nikitsch, Kroatisch Geresdorf              | unbek. (mittelalterl., Matr. 1740)                                    | Hl. Andreas (30. Nov.)                         | Pfarrkirche Kroatisch Geresdorf Kapelle zum hl. Johannes Capistran |      |
| Pfarre Kroatisch Minihof / Mjenovo     |  | Nikitsch, Kroatisch Minihof                | 1870 (err., Matr. 1871)                                               | Hlgst. Dreifaltigkeit (Trinitatis, 1.So n.Pf.) | Pfarrkirche Kroatisch Minihof Friedhofskapelle zur Auferstehung, Zur Hl. Familie, Maria Lourdes-Kapelle |      |
| Pfarre Lutzmannsburg / Lucman          |  | Lutzmannsburg                              | 12. Jh. (err., Matr. 1652)                                            | Hl. Vitus (15. Juni)                           | Katholische Pfarrkirche Lutzmannsburg; Filialkirche: Zur Kreuzerhöhung (Strebersdorf) Kapellen: Zur Maria der Himmelskönigin (Lutzmannsburg), Zu Mariä Himmelfahrt (Lutzmannsburg), Zum Hl. Antonius v. P. (Strebersdorf), Zur Gottesmutter (Strebersdorf), Jägerkapelle (Hubertuskapelle, Strebersdorf) |      |
| Pfarre Nebersdorf / Šuševo             |  | Großwarasdorf, Nebersdorf                  | 1816 (wiedererr., urspr. mittelalterl., Ki. erb. 14. Jh., Matr. 1816) | Alle Heiligen (1. Nov.)                        | Pfarrkirche Nebersdorf; Zur Unbefleckten Empfängnis (Langental / Longitolj) Zum Hl. Ladislaus (Friedhofskapelle Nebersdorf), Marienkapelle (Langental) |      |
| Pfarre Nikitsch / Filež                |  | Nikitsch                                   | unbek. (mittelalterl., Matr. 1712)                                    | Hl. Laurentius (10. Aug.)                      | Pfarrkirche Nikitsch Kreuzkapelle (Gruftkapelle Zichy), Herz Jesu-Kapelle, Maria Lourdes-Kapelle, Winterkapelle |      |
| Pfarre Unterpullendorf / Dolnja Pulja  |  | Frankenau-Unterpullendorf, Unterpullendorf | unbek. (mittelalterl., Matr. 1751)                                    | Hl. Bartholomäus (24. Aug.)                    | Pfarrkirche Unterpullendorf; Zu den Heiligen Drei Königen (Großmutschen / Mučindrof), Zum hl. Nikolaus (Kleinmutschen / Pervane) Zum hl. Donatus, Zum hl. Florian, Zur hl. Familie |      |

## Nachbardekanate
|                        |                                             | Dekanat Deutschkreutz                                                                    |
|                        | Kompassrose, die auf Nachbargemeinden zeigt |                                                                                          |
| Dekanat Oberpullendorf |                                             | Dekanat Kőszeg (Bistum Szombathely, Erzbistum Veszprém, Kirchenprovinz Veszprém, Ungarn) |

## Geschichte
Die meisten Pfarren wurden ursprünglich von der Territorialabtei Pannonhalma her begründet.
Das Dekanat wurde von Bischof Stefan László im Zuge der Neuordnung der Dekanatsebene nach der zweiten Diözesansynode 1970/71 für die größeren kroatischen Gemeinden im Mittelburgenland gegründet. Im Burgenland gibt es insgesamt um die 30 Pfarren mit kroatischer und knapp 10 Pfarren mit zweisprachiger seelsorgerischer Betreuung (Stand 1995: 29/8). Am Anfang umfasst es 12 Pfarren, Langental sowie Groß- und Kleinmutschen sind inzwischen Filialen.
In jüngster Zeit sind innerkirchliche Aufregungen bekannt geworden, nachdem der Pfarrmoderator von Großwarasdorf und Nebersdorf, Ivan Jelić OFM, abberufen worden war, es aber zu lokalen Protesten dagegen kam.